# Hard house
L'hard house è uno stile di musica house nato nel Regno Unito agli inizi degli anni novanta.

## Caratteristiche
L'hard house è caratterizzata da una rapida grancassa house compressa, da una linea di basso marcata in levare, e dall'uso di suoni hoover. Come può suggerire il nome, è una derivazione della musica house, ma deve parte della sua influenza dalla trance (come l'uso di sintetizzatori) e dall'hardcore e rave music (il già citato hoover, il cantato). Più in generale, l'hard house fa parte del gruppo della cosiddetta hard dance ed ha ben poco in comune con la moderna scena house e trance. Nel gruppo della hard dance è incluso anche l'NRG o Hard NRG, due generi piuttosto somiglianti all'hard house. 